# Еша Лигорио
Еша Лигорио Ђуровић (Дубровник, 15. априла 1933 — Београд, 2. априла 2014) била је југословенска пливачица, вишеструка државна првакиња у пливању слободним и леђним стилом и прва такмичарка која је Југославији донела медаљу на једном међународном пливачком такмичењу, освојивши бронзану медаљу на Европском првенству 1954. у Торину.

## Биографија
Еша Лигорио родила се 15. априла 1933. у Дубровнику. Пливање је почела да тренира у пливачком клубу Југ из Дубровника, за који се касније и такмичила. Била је вишегодишња вишеструка државна првакиња и рекордерка у пливању слободним и леђним стилом.
Највећи успех у каријери постигла је 1954. године на Европском првенству у Торину на ком је освојила бронзу у трци на 400 метара слободним стилом, поставши прва особа која је донела медаљу Југославији на једном међународном такмичењу у пливању. У трци на 100 метара леђним стилом заузела је четврто место са само шест стотинки заостатка за трећепласираном Пет Симонс из Велике Британије. Те године добила је признање за спортисткињу године по избору часописа Спортске новости, тада најзначајнију спортску награду у Југославији.
Лигорио се убрзо потом удала за Радивоја Ђуровића, привредника из Београда и једног од пословођа „Генекса“, са којим је добила две кћери и окончала своју спортску каријеру. Породица је живела једно време у Западној Немачкој, а касније се преселила за стално у Београд.
Еша Лигорио умрла је 2. априла 2014. у Београду. Вест о њеној смрти пренели су медији из целог региона.

## Признања
- Спортисткиња године по избору Спортских новости 1954.[8]